# ティムール・ジャマレトディノフ
ティムール・アブドゥラシトヴィチ・ジャマレトディノフ（Timur Abdurashitovich Zhamaletdinov、タタール語: Тимур Габдрәшит улы Җамалетдинов、ロシア語: Тимур Абдурашитович Жамалетдинов、1997年5月21日 - ）は、ロシアのサッカー選手。ポジションはFW。

## クラブ歴
2016年9月21日のロシア・カップ・FCエニセイ・クラスノヤルスク戦でプロデビュー。2017年4月9日にFCクラスノダール戦でロシア・プレミアリーグ初出場。2017年9月12日にはUEFAチャンピオンズリーグ 2017-18 グループリーグでSLベンフィカから決勝点を奪った。